# Estadio Monumental de Caracas Simón Bolívar
El Estadio Monumental de Caracas «Simón Bolívar» también conocido como Estadio de Béisbol de La Rinconada, es un moderno estadio para la práctica de béisbol en la ciudad de Caracas, específicamente en el sector de La Rinconada, a un lado del Poliedro de Caracas, el Hipódromo de la Rinconada y del futuro Estadio Nacional de Fútbol de Venezuela; en la parroquia Coche, al sur del municipio Libertador y del Distrito Capital y al oeste del área metropolitana de Caracas, Venezuela. El estadio es el más moderno de América y con la pantalla más grande, tiene capacidad para recibir a 38 000 espectadores sentados, pudiendo albergar otros 2 000 espectadores más de pie en el jardín central. Y alcanzando un máximo de 50 000 personas en conciertos. Es el más grande construido para la práctica de béisbol en Venezuela y el segundo más grande de América Latina, después del Estadio Latinoamericano de La Habana, cuya capacidad es de 50 000 aficionados aproximadamente (ya que no cuenta con butacas en su totalidad). 
El estadio surge por la necesidad de recibir a una mayor cantidad de espectadores de los que es capaz el estadio Universitario de la Universidad Central de Venezuela, el cual no puede ser ampliado debido a que es parte del campus de Ciudad Universitaria de Caracas, conjunto arquitectónico que fue declarado patrimonio Mundial de la Humanidad en 2000 por la Unesco.
Desde el 26 de julio de 2023, pasa a ser sede del equipo de béisbol, Leones del Caracas.

## Nombre
El estadio planificado ya desde 2013 originalmente llevaba el nombre de «Estadio Hugo Chávez» por el fallecido presidente venezolano, pero esto generó polémica sobre todo en sectores de la oposición política en Venezuela. Sin embargo, en noviembre de 2022, el gobierno venezolano anunció  que el estadio se llamaría tentativamente «Estadio Isaías Látigo Chávez» homónimo en honor al  fallecido jugador de béisbol venezolano.
La Confederación de Béisbol Profesional del Caribe se refiere al estadio sin embargo desde el anuncio de la competencia en su calendario oficial simplemente como «Estadio La Rinconada» o «Estadio de Béisbol de La Rinconada» —para distinguirlo del estadio de fútbol proyectado a su lado— por el sector de la parroquia Coche donde está construida la estructura, nombre que es usado también por diversos medios de comunicación. Finalmente, a días de su inauguración, el gobierno venezolano adoptó la denominación oficial de «Estadio Monumental de Caracas Simón Bolívar» en honor al militar y héroe de la independencia de Venezuela.

## Historia

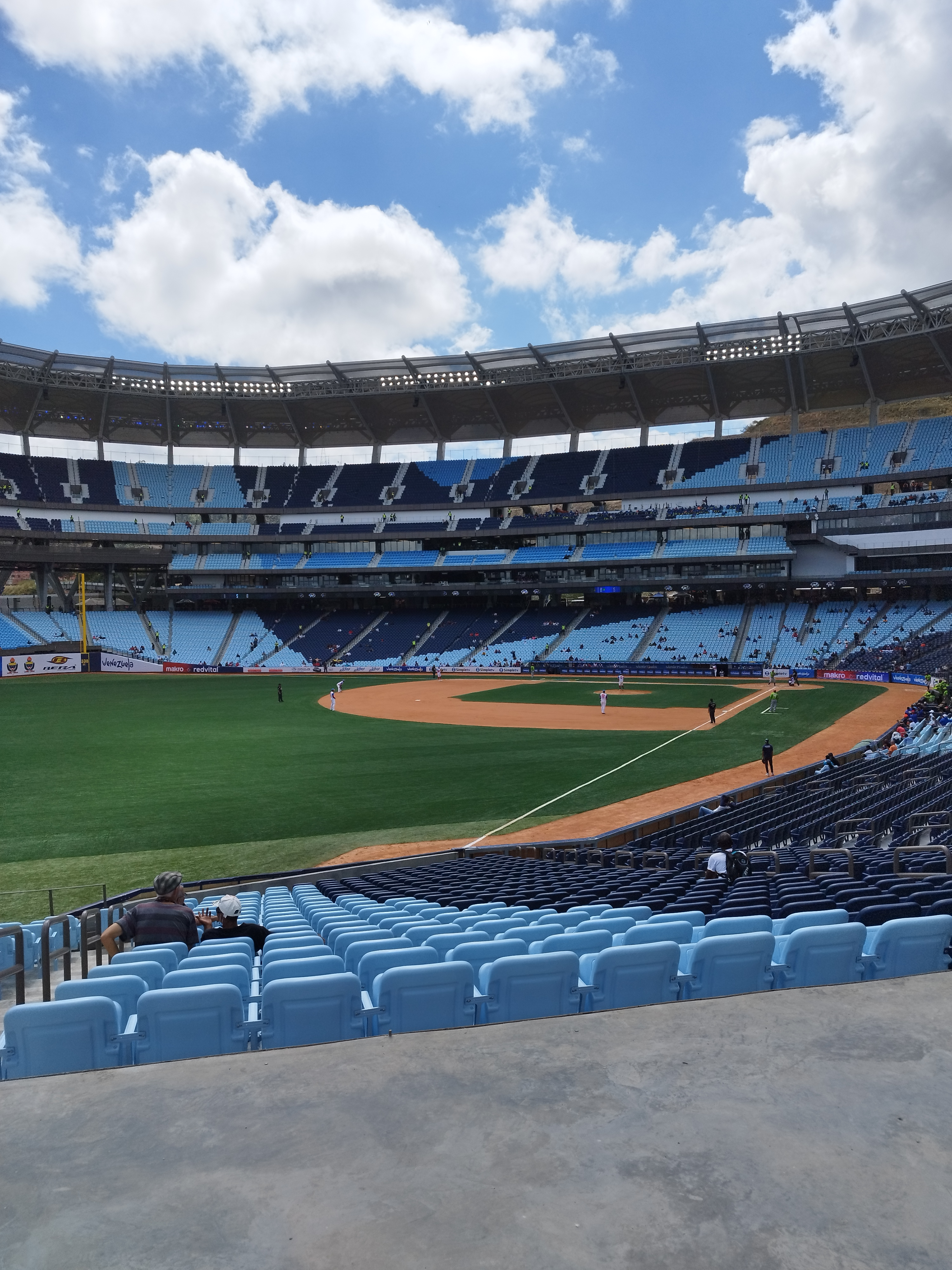

En años anteriores se había comenzado a evaluar la posibilidad de construir un nuevo estadio de béisbol debido a que el ubicado en la Ciudad Universitaria se vio excedido en su capacidad. En 2013, la Alcaldía de Caracas presenta el plan maestro del Parque Hugo Chávez de La Rinconada, proyecto que promueve la transformación de los terrenos alrededor del Hipódromo de la Rinconada en un gran parque urbano que también incluye entre otros un gran estadio de fútbol. Ese mismo año se iniciaron los movimientos de tierra muy cerca del Poliedro de Caracas.
El estadio vio retrasada su construcción por las dificultades económicas del país. Múltiples recursos fueron aprobados en 2015 y 2016 para reanudar las labores. Sin embargo, en 2021, aún no se había concluido.
En 2022, el gobierno de la Alcaldía del Municipio Libertador anunció una nueva tanda de recursos para su finalización. El presidente de la Liga Venezolana de Béisbol Profesional, Giuseppe Palmisano, dijo que a pesar de que inicialmente la Serie del Caribe de 2023 se realizaría solo en el Estadio Universitario de la UCV y el Estadio Fórum de La Guaira, se proyectó poder concluir la estructura en noviembre de 2022 para que pudiera ser también sede del evento en febrero de 2023.
Finalmente, el estadio fue inaugurado el 2 de febrero de 2023, cuando se celebraron los primeros encuentros relacionados con la Serie del Caribe 2023, en la que se rompe el récord de asistencia a un juego del campeonato con 35.691 fanáticos durante el encuentro entre Venezuela y Panamá.
El colombiano Reynaldo «Chencho» Rodríguez, refuerzo del equipo mexicano Cañeros de Los Mochis conectó el primer jonrón en la historia del Estadio Monumental de Caracas por la zona del jardín izquierdo, el 2 de febrero de 2023.
El 26 de julio de 2023, los Leones del Caracas anunciaron la mudanza de la sede del equipo del Estadio Universitario al Estadio Monumental de Caracas.En febrero de 2024 se realizó el primer concierto masivo en el Estadio alcanzando más de 50.000 espectadores incluyendo el campo de juego en un evento del cantante mexicano Luis Miguel. que recaudo 6,8 millones de dólares estadounidenses esa noche

En octubre de 2024 se inician los movimientos de tierra para construir un estacionamiento adicional entre el llamado Poliedrito y el Centro de Natación cercanos, dicha estructura se proyecta para recibir 2 000 puestos en 4 niveles. Y fue concebida como parte de las mejoras de cara a la serie del Caribe 2026 que se jugara en Venezuela.Hasta ese momento el estadio usaba el estacionamiento del Poliedro que esta justo a un lado del Monumental.

## Servicios y facilidades
Entre las principales innovaciones de diseño introducidas se permite al fanático (de cualquier zona) poder recorrer 360° el campo de juego.
Principales características:
- Dos rampas de acceso directo al público por las zonas de jardines, 15 ascensores internos - facilidades para personas con discapacidad.
- Butacas numeradas.
- Grama artificial, calidad FIFA/MLB de alta resistencia y alta capacidad de infiltración (110 litros por pie cuadrado) con la posibilidad de ser híbrida en el futuro.
- Zonas del Club House (4 en total, en caso de doble juego el mismo día, los otros equipos pueden instalarse en sus club house, los 2 dogout del campo están conectados por túneles a sus club house)
- Zonas de bullpen en el jardín izquierdo con vistas al campo.
- Zona de Palcos VIP - Tipo suite con balcón.
- Zona de Restaurantes + exposiciones en terrazas con vistas al campo y al exterior del estadio.
- Zona de prensa: Sala de prensa cerrada con salidas al balcón privado para periodistas.
- Sistema de iluminación LED para transmisiones televisivas en alta definición y en techo para espectáculos nocturnos.
- Estadio Monumental de Caracas previo a un Partido de la Serie del Caribe 2023Dimensiones del Estadio Monumental de Caracas "Simón Bolívar".[28] Cintillos LED para publicidad.

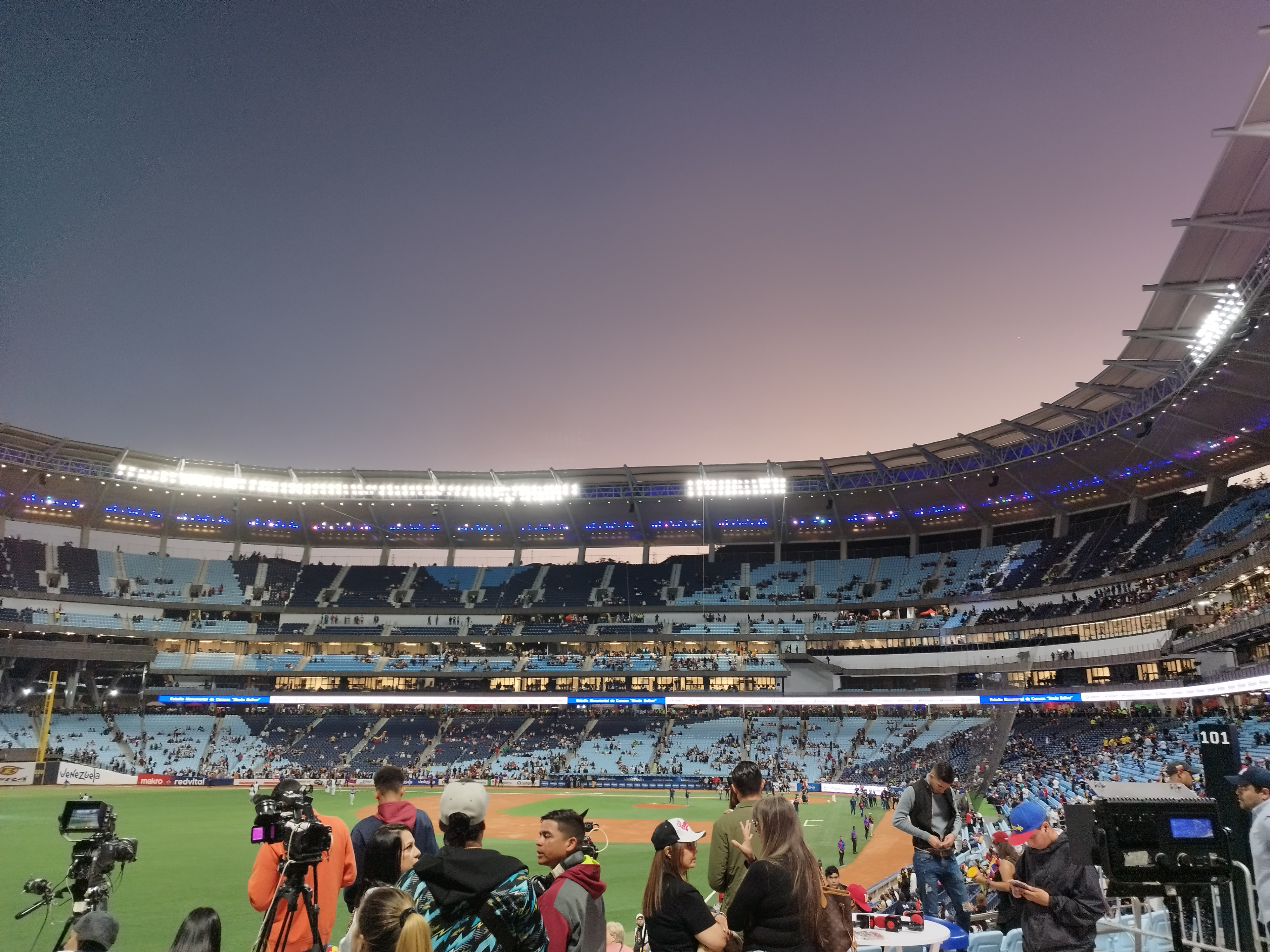
Estadio Monumental de Caracas previo a un Partido de la Serie del Caribe 2023

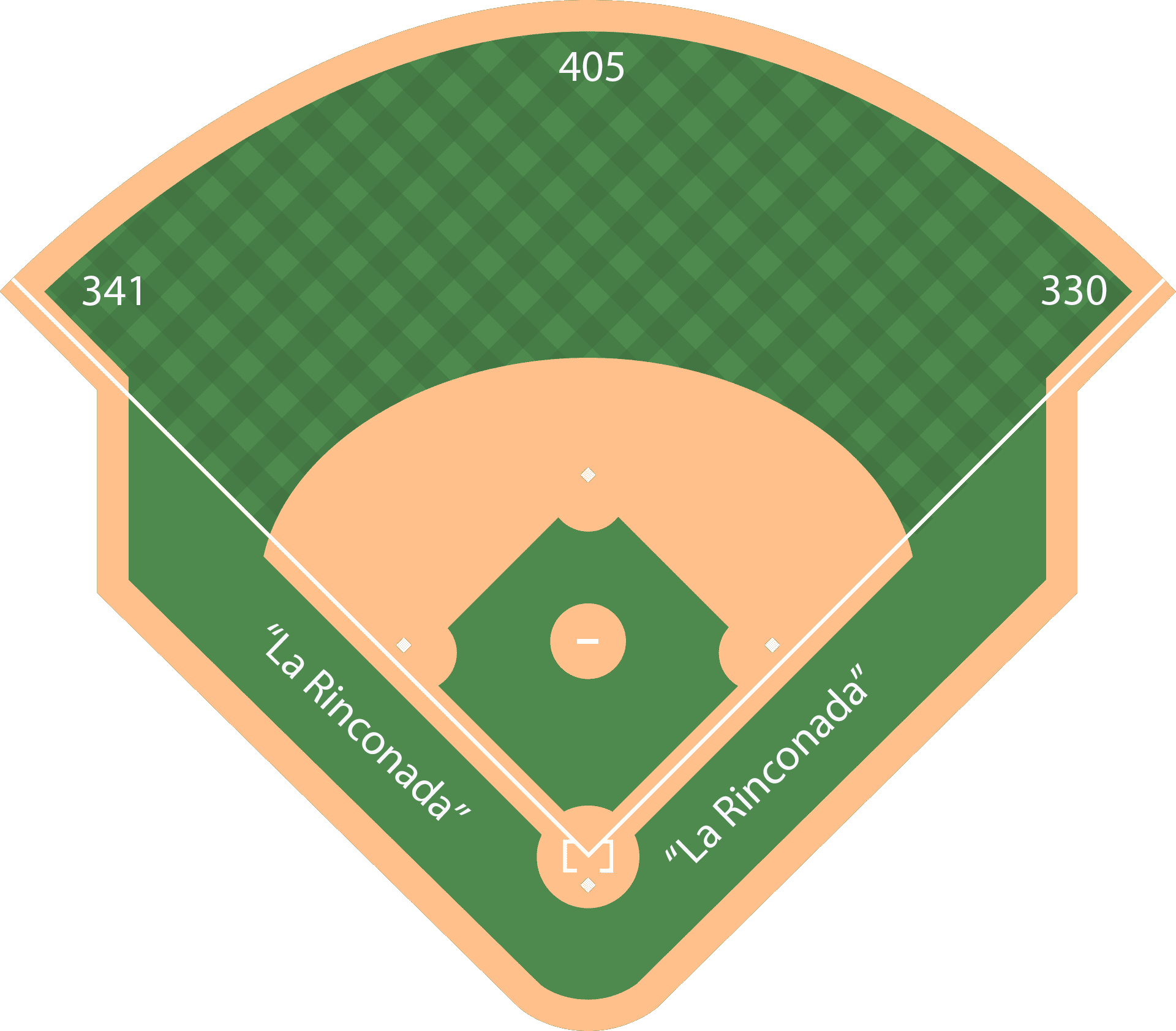
Dimensiones del Estadio Monumental de Caracas "Simón Bolívar".

- Pantalla LED de 50 m de longitud y 20 m de altura (1000 m2), considerada como la más grande de los estadios de béisbol en Latinoamérica.
- Está prevista la instalación de una cascada artificial en la zona del jardín central, que rendirá homenaje al Salto Ángel, similar al Angel Stadium de Anaheim.
- Hotel y tiendas comerciales (aún sin terminar).
- Zona museo debajo de las caminerías del jardín central (aún sin terminar).

## Dimensiones
Las dimensiones del Estadio Monumental de Caracas "Simón Bolívar" son:
| Zona             | Pies (ft) | Metros (m) |
| ---------------- | --------- | ---------- |
| Jardín izquierdo | 341       | 103,94     |
| Jardín central   | 405       | 123,44     |
| Jardín derecho   | 330       | 100,58     |

## Transporte público
El estadio es accesible a través de diversos medios de transporte de la capital venezolana: 
- A la ciudad de Caracas, por medio de la estación La Rinconada, de la línea 3 del metro de Caracas.
- Está conectado con el interior del país mediante la estación Caracas Libertador Simón Bolívar del Sistema Ferroviario Nacional.
- Por vehículo (ya sea particular o mediante autobús) se puede llegar al estadio a través de la autopista Valle-Coche.

## Cronología de la construcción

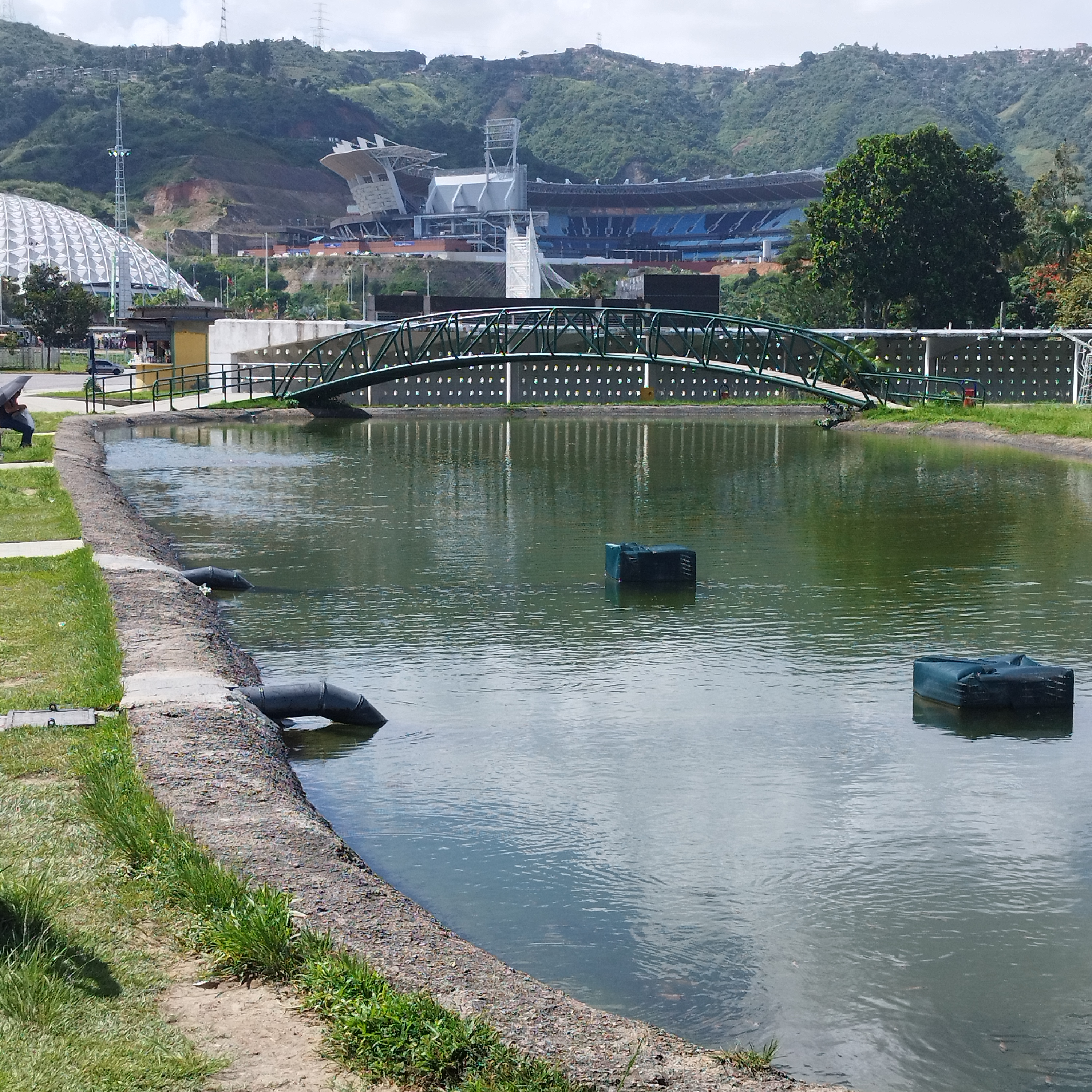
Vista del estadio desde el Jardín Acuático de la Rinconada

En 2013, la alcaldía de Caracas presenta el plan maestro del parque urbano «Hugo Chávez», desarrollado por las firmas Rogers Stirk Harbour + Partners y Arup. en el cual se devela el lugar para la construcción del nuevo estadio de béisbol para la ciudad de Caracas.
El plan estableció que el estadio de béisbol se ubicaría al norte del poliedro en lo que para ese entonces era una colina, mientras que el estadio de fútbol se ubicaría al norte de la pista del hipódromo, en un predio relativamente plano. El proyecto de arquitectura del estadio de béisbol fue encargado a la firma Gesler, mientras que el arquitecto británico Richard Rogers se encargaría del desarrollo del estadio de fútbol.  
A mediados de 2014, los movimientos de tierra para ambos estadios comenzarían simultáneamente sin embargo, debido a las dificultades económicas del país muy pronto las obras y el proyecto del estadio de fútbol quedarían completamente detenidas a pesar de no haber un pronunciamiento oficial, se priorizaron las obras del estadio de béisbol, que siguieron a paso lento.
Para 2015, el movimiento de tierras llevaba tan solo el 60% de avance general, con la construcción de 3 de las 5 bermas en la montaña.
El emplazamiento del estadio de béisbol resultó ser el más complicado, debido a la necesidad del corte en la colina, y donde fue necesario mover aproximadamente 3 000 000 m3 de tierra, para consolidar la cota de la terraza final donde se asienta el estadio.
A diferencia de otros grandes estadios de beisbol construidos a mediados del siglo XX en Venezuela, aquí los proyectistas privilegiaron el uso extendido del acero estructural de alta gama antes que usar hormigón, lo cual resulta apropiado para zonas de alto riesgo sísmico. 

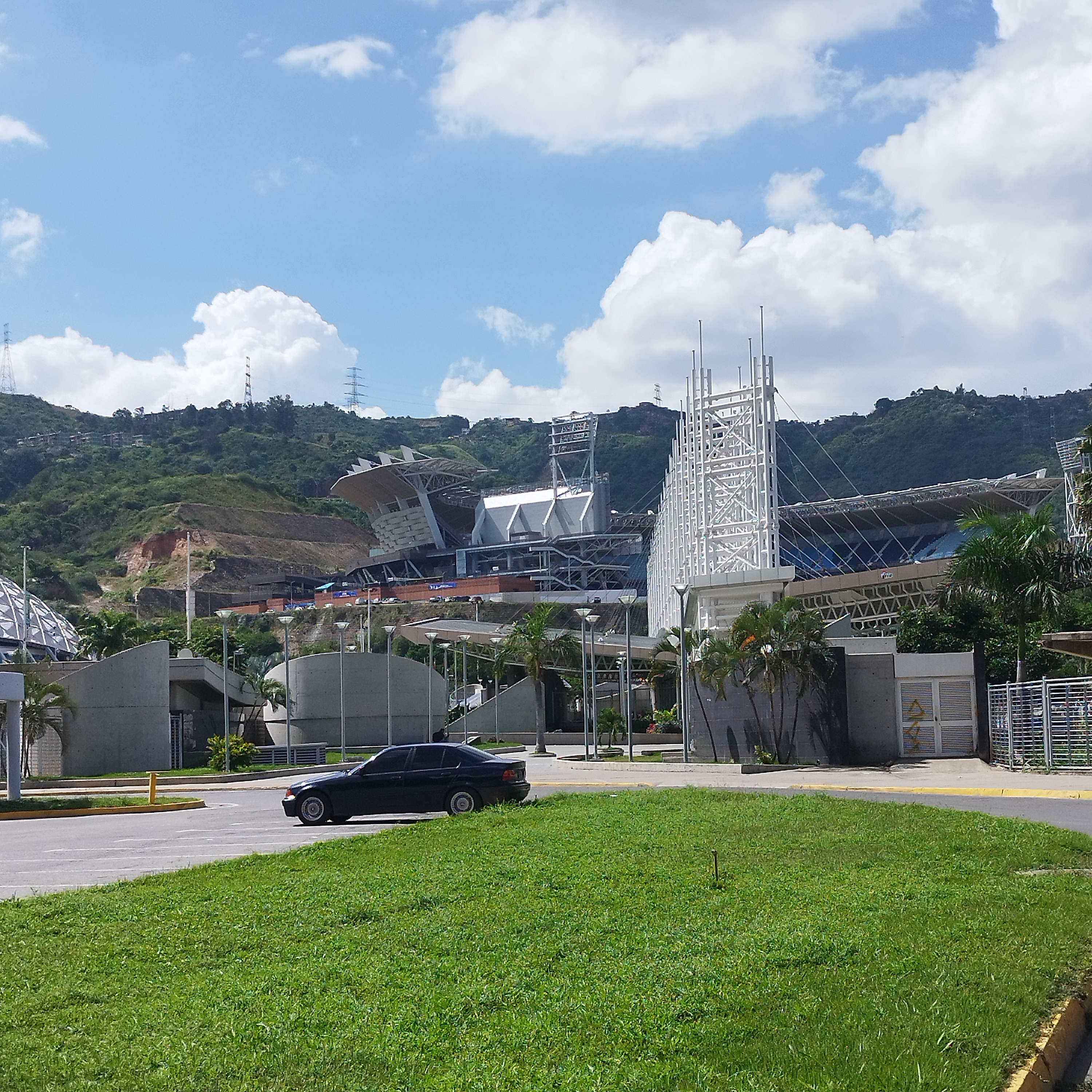
Vista del Estadio desde la Estación Caracas Libertador Simón Bolívar

La construcción del recinto supuso para el estado venezolano (único promotor del proyecto), una coordinación gigantesca entre diversas contratistas que pudiesen cumplir con las exigentes especificaciones de diseño del proyecto original,por ello se designan a las gigantes chinas Zhejiang Southeast Space Frame Co. Ltd y Huaznao Dognan Co. Ltdempresas encargadas de la fabricación en sus talleres, transporte a Venezuela y la instalación en sitio de las 90.000 toneladas de acero empleadas en el sistema estructural del estadio.
A principios de 2016, ya con el movimiento de tierras culminado se inician las labores de fundaciones en un área de 120 000 m2 a cargo de empresas constructoras panameñas y venezolanas. En total se requirió del vaciado de aproximadamente 70.000 m3 de hormigón.
Para 2018, las obras llevaban un 67 % de avance global.
Desde mediados de 2022 hasta enero de 2023, las obras de construcción se aceleraron para tener el estadio operativo, a pesar de su inauguración, aún quedan obras de construcción pendientes en el exterior del recinto.

## Conciertos y eventos musicales
| País | Artista | Gira/Concierto                 | Fecha            | Asistencia |
| ---- | --- | ------------------------------ | ---------------- | ---------- |
| 2024 | |                                |                  |            |
|      | Luis Miguel | Luis Miguel Tour 2023–24       | 12 de febrero    | 38.000     |
|      | Maluma | Don Juan World Tour            | 24 de febrero    | 34.458     |
|      | Karol G | Mañana Será Bonito World Tour  | 22 y 23 de marzo | 75.621     |
|      | Óscar d'León,Víctor Manuelle, Jerry Rivera, Grupo Niche, Lion Lázaro, Afro Criollo, Proyecto A, Nathan Lorca, Carlitos Bronco, Jackson Explosión Latina | Rumbón De Caracas              | 20 de junio      | __         |
|      | Omar Courtz | Primera Musa World Tour        | 23 de noviembre  | __         |
| 2025 | |                                |                  |            |
|      | Andrea Bocelli | Andrea Bocelli Live in Concert | 22 de febrero    | 13.389     |
|      | Jowell & Randy | Jowell & Randy 3D              | 12 de julio      | 40.000     |
|      | Caramelos de Cianuro, LOS MENOR3S, 3 Dueños, Jeeiph | Vertigo fest                   | 19 de julio      | __         |
|      | Nicky Jam | Sunshine Tour                  | 19 de septiembre | __         |
|      | De la Ghetto, Ivy Queen, Tito el Bambino, Baby Rasta & Gringo, J Álvarez, Tony Dize, Alexis & Fido, Franco "El Gorila"                                  | La Old School Reggaeton        | 15 de noviembre  | __         |